# Юлия Сендреи
Юлия Сендреи (на унгарски: Júlia Szendrey) е унгарска поетеса, писателка и преводачка. Съпруга е на известния унгарски революционер и поет Шандор Петьофи.

## Биография

### Произход и юношески години
Родена е в Кестхей, Кралство Унгария през 1828 г. Дъщеря е на Игнац Сендреи, надзирател в имения на благороднически семейства (включително семейство Фестетикс и семейство Карои), и Анна Галович.
От 1840 до 1844 г. прекарва 4 години в пансион за девойки от заможни семейства в Пеща. Владее чужди езици и свири на пиано.

### Шандор Петьофи
През 1846 година в Нагикароли Юлия Сендреи се запознава със своя бъдещ съпруг Шандор Петьофи, с когото я свързват общи интереси, включително литературни. Двамата се женят през 1845 година.
Когато избухва Унгарската революция през 1848 г., Петьофи постъпва в унгарската армия и премества семейството си в Дебрецен. Синът им Золтан се ражда на 15 декември 1848 г.
На 31 юли 1849 г. Петьофи изчезва по време на сражение и по-късно е обявен за мъртъв. Сендреи не иска да приеме смъртта на съпруга си и започва да го търси. Пътува до Трансилвания, по-късно кандидатства за паспорт, за да пътува до Турция.

### Арпад Хорват
Поради отказ на властите тя се обръща към своя близък приятел историка Арпад Хорват, с когото сключва брак през 1850 г.
След сключване на втория ѝ брак следва вълна от неодобрение, в резултат на което Юлия Сендреи е заклеймена заради решението ѝ да се омъжи повторно и заради слухове за поведението ѝ, подхранвани от писанията на добре известни литературни фигури като Янош Аран. Сендреи ражда 4 деца на Хорват. Отношенията ѝ с първородния ѝ син Злотан се влошават, който умира 22-годишен от туберкулоза през 1870 г.

### Късни години
Вторият ѝ брак също завършва трагично. Юлия Сендреи е диагностицирана с рак на шийката на матката. През 1867 г. се разделя със съпруга си Арпад Хорват и се мести да живее в малък апартамент в Пеща. В дневника си пише, че вторият ѝ съпруг не ѝ е бил верен.
Умира в апартамента си в Пеща през 1868 г. На смъртното си легло тя диктува писмо до баща си, което гласи: „Баща ми каза, че ще бъда нещастна с Шандор. Но нито една жена все още не е изпитвала такова щастие, каквото съм изпитвала с Шандор. Бях неговата кралица, той ме обожаваше и аз го обожавах. Ние бяхме най-шастливата двойка на света и ако съдбата не се беше намесила, все още щяхме да сме“. Тя е положена заедно с останалите членофе на семейство Петьофи в гробището „Керепеши“ в Будапеща.

## Публикации
През 1850 г. Сендреи написва няколко стихотворения, води си дневник и превежда няколко приказки на Ханс Кристиан Андерсен.

## Прижизнени издания
- Andersen meséi; ford. Szendrey Júlia; Lampel, Pest, 1858.

## Памет
Статуи на Юлия Сендреи са разположени на няколко места в Унгария. Нейна статуя е поставена и в Копенхаген в сградата на посолството на Унгария през 2018 г.
- Статуя на Юлия Сендреи в Кишкьорьош, Унгария
- Бюст на Юлия Сендреи в Кестхей, Унгария
- Бюст на Юлия Сендреи в Кестхей, Унгария
- Паметна плоча на Юлия Сендреи върху стена на нейния дом в Кестхей, Унгария